# فوت‌اسکری، ویکتوریا
فوت‌اسکری (به انگلیسی: Footscray) یک منطقهٔ مسکونی در استرالیا است که در City of Maribyrnong واقع شده‌است.